# シティ・オブ・ハーストヴィル
シティ・オブ・ハーストヴィル（City of Hurstville）は、オーストラリアにかつてあったニューサウスウェールズ州の地方公共団体。2016年5月、ミュニシパリティ・オブ・コガラーと合併し、ジョージズ・リヴァー・カウンシルとなった。

## 概要
シドニーCBDから南南西に17キロメートルに位置する。市の北部は、シティ・オブ・カンタベリー、東は、シティ・オブ・ロックデールとミュニシパリティ・オブ・コガラー、西は、シティ・オブ・バンクスタウンと接する。
1887年に、地方公共団体として組織化されたハーストヴィルは、1988年に、シティとなった。

## 構成サバーブ
シティ・オブ・ロックデールは、以下のサバーブで構成される。
- ビヴァリー・ヒルズ（Beverly Hills）
- ハーストヴィル（Hurstville）
- キングスグローヴ（Kingsgrove）
- ルガーノ（Lugarno）
- モルトデール（Mortdale）
- ナルウィー（Narwee）
- オートリー（Oatley）
- ピークハースト（Peakhurst）
- ピークハースト・ハイツ（Peakhurst Heights）
- ペンズハースト（Penshurst）
- リヴァーウッド（Riverwood）
- ローズランズ（Roselands）

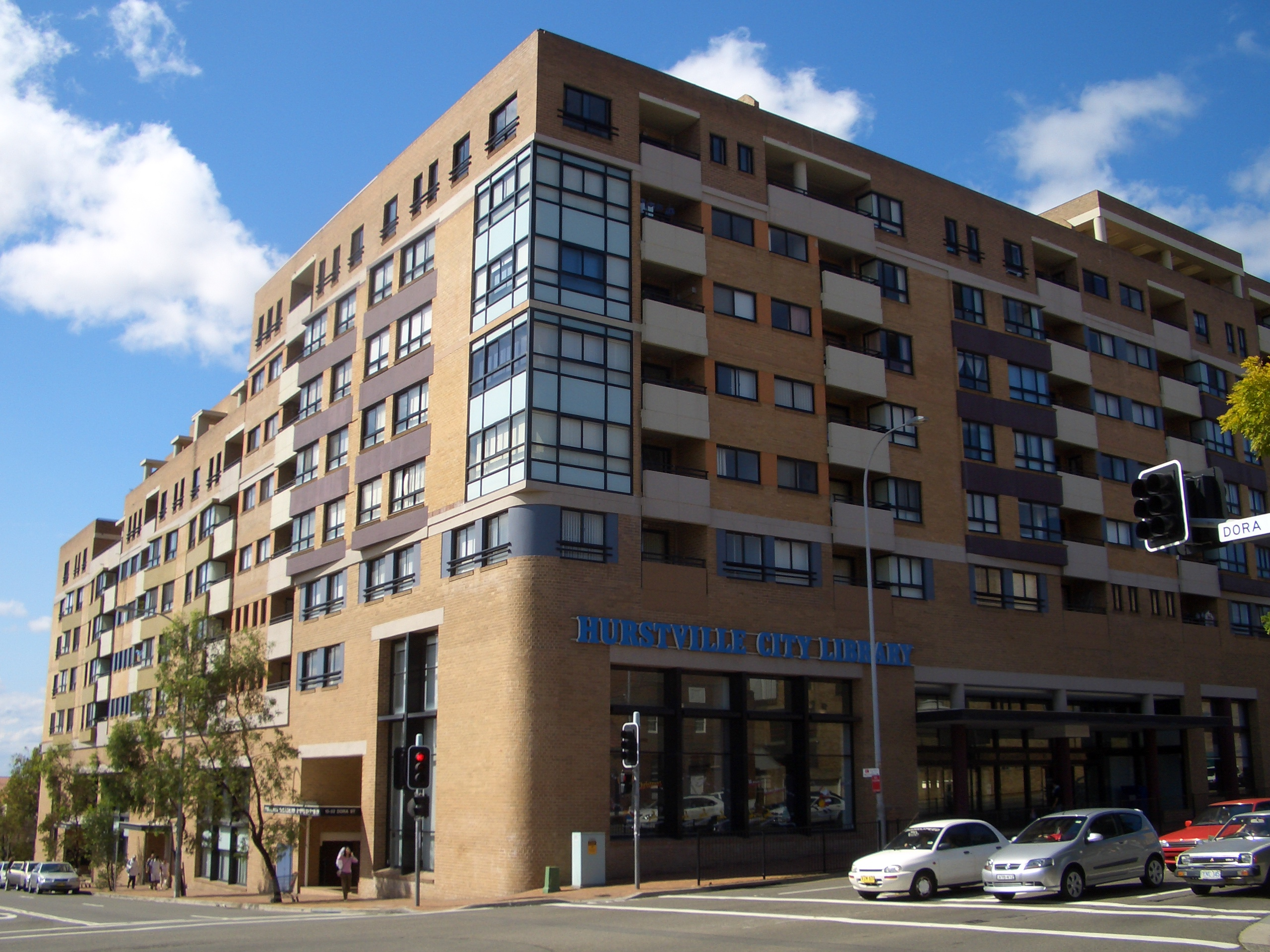
ハーストヴィルの図書館。
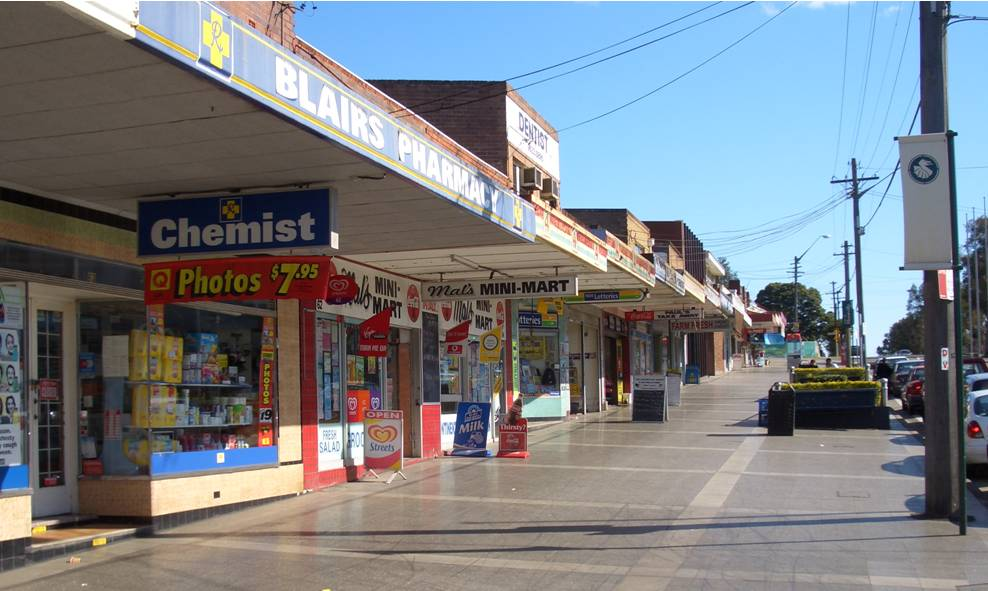
ナルウィーの町の風景。
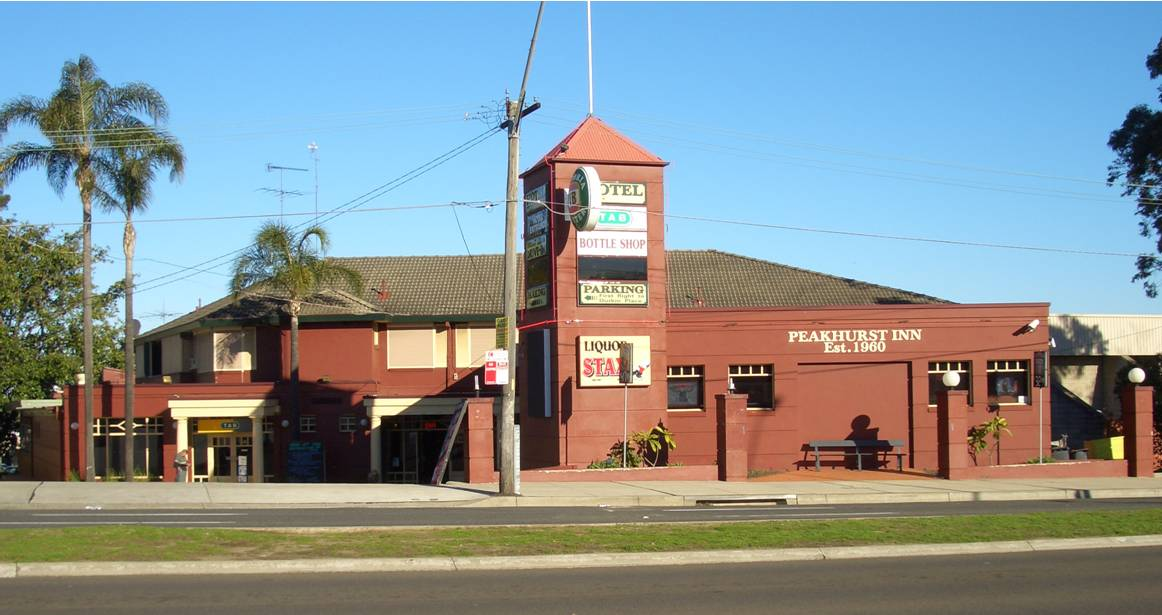
ピークハースト
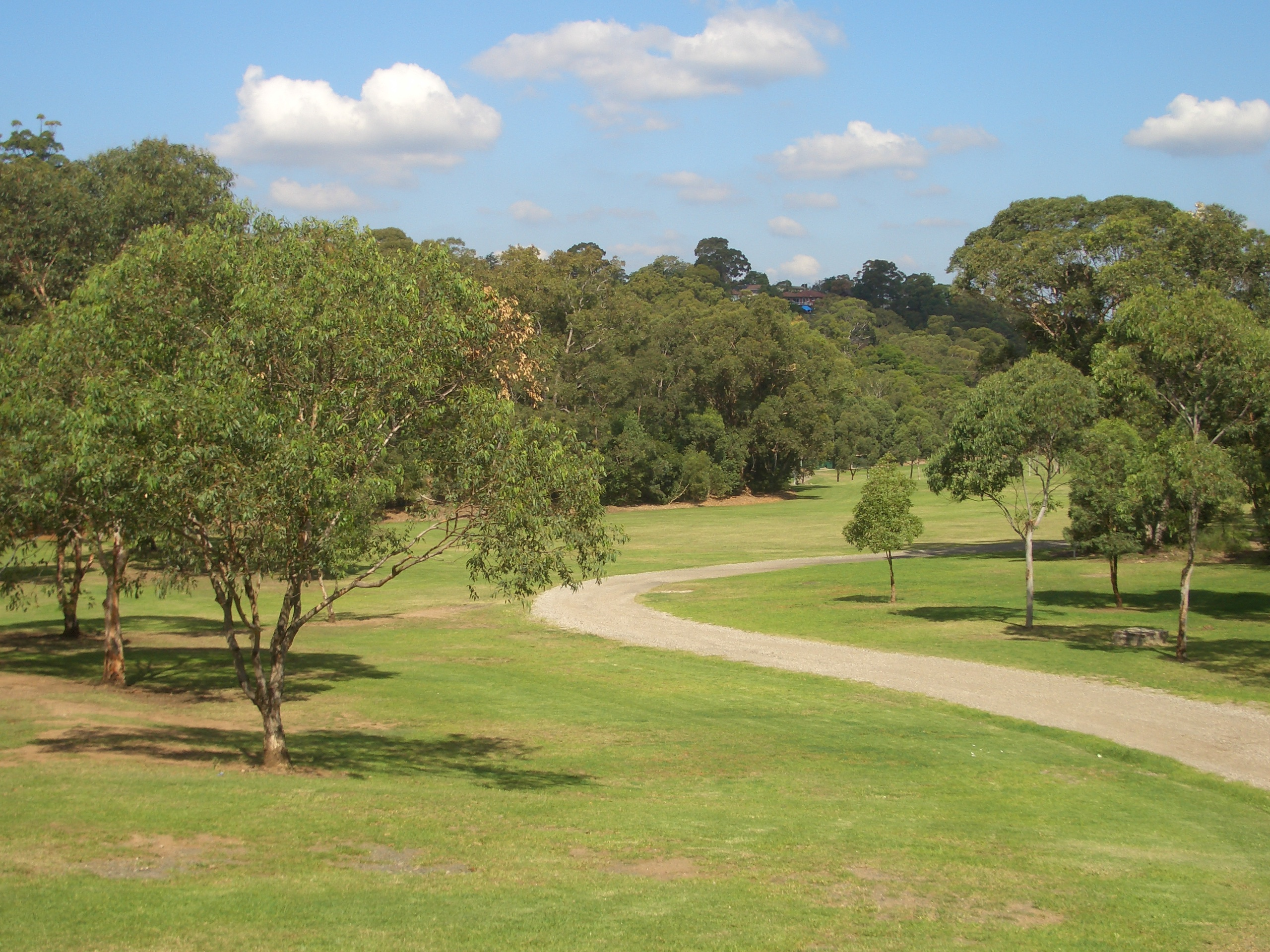
ピークハースト・ハイツのガノンズ公園
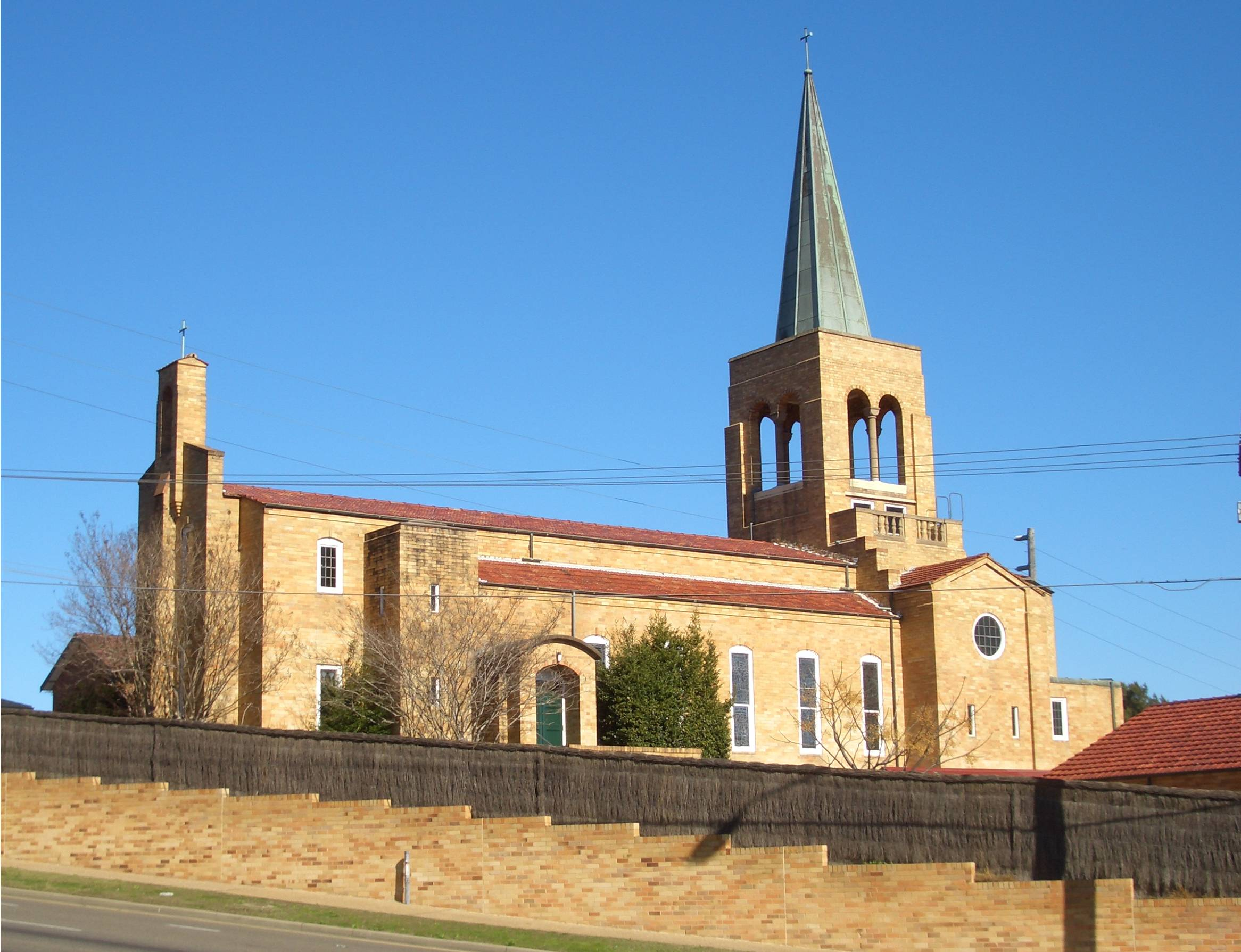
ペンズハーストの聖ジョーンズ聖公会教会

## 議会
シティ・オブ・ハーストヴィルの議会は、12人によって構成される。任期は4年。選挙区は3つで、それぞれの選挙区から4人が選出される。市長は、議会選挙後最初の議会で12人の議員から選出される。最新の議会選挙は、2012年9月8日に実施された。 オーストラリア労働党5議席、オーストラリア自由党4議席、無所属・諸派が3議席をそれぞれ獲得した。市長は、オーストラリア自由党のJack Jacovou。